# 基爾戈 (內布拉斯加州)
基爾戈（英語：Kilgore）是位於美國內布拉斯加州切里縣的村。

## 人口
根據2020年美國人口普查的數據，基爾戈的面積為1.16平方千米，皆為陸地。當地共有人口63人，而人口密度為每平方千米54人。